# Čermná (district de Trutnov)
Pour les articles homonymes, voir Čermná.
Čermná (en allemand : Tschermna) est une commune du district de Trutnov, dans la région de Hradec Králové, en Tchéquie. Sa population s'élevait à 407 habitants en 2020.

## Géographie
Čermná se trouve à 4 km à l'est-sud-est du centre de Hostinné, à 11 km à l'ouest-sud-ouest de Trutnov, à 39 km au nord-nord-ouest de Hradec Králové et à 109 km au nord-est de Prague.

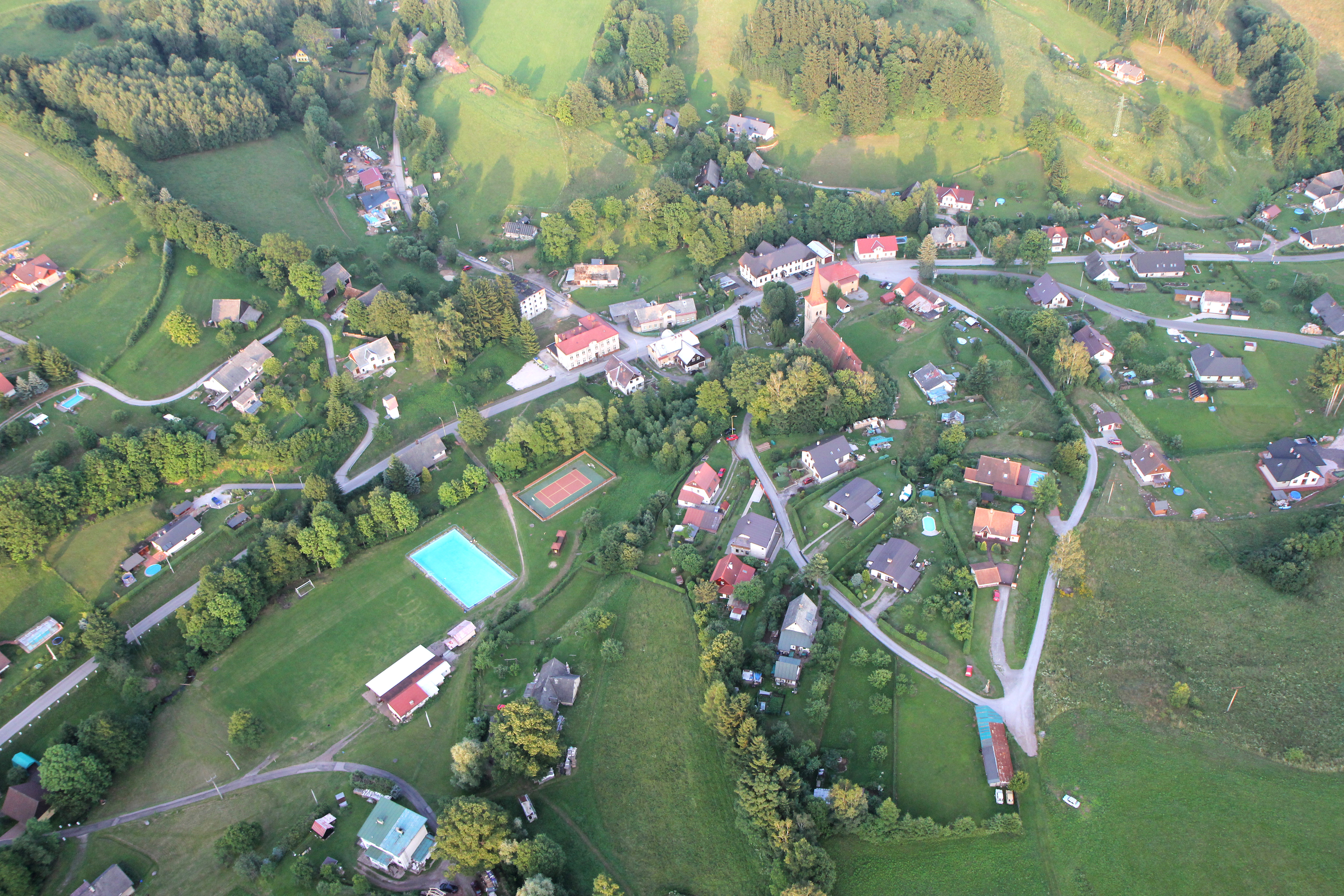
Čermná : vue aérienne du village.

La commune est limitée par Rudník à l'ouest et au nord, par Vlčice à l'est, par Chotěvice au sud, et par Hostinné à l'ouest.

## Histoire
La première mention écrite de la localité date de 1362.